# Municipio de Williams (condado de Chatham)
El municipio de Williams (en inglés: Williams Township) es un municipio ubicado en el  condado de Chatham en el estado estadounidense de Carolina del Norte.

## Geografía
El municipio de Williams se encuentra ubicado en las coordenadas 35°50′14.87″N 78°59′55.25″O / 35.8374639, -78.9986806.